# Lá vảy

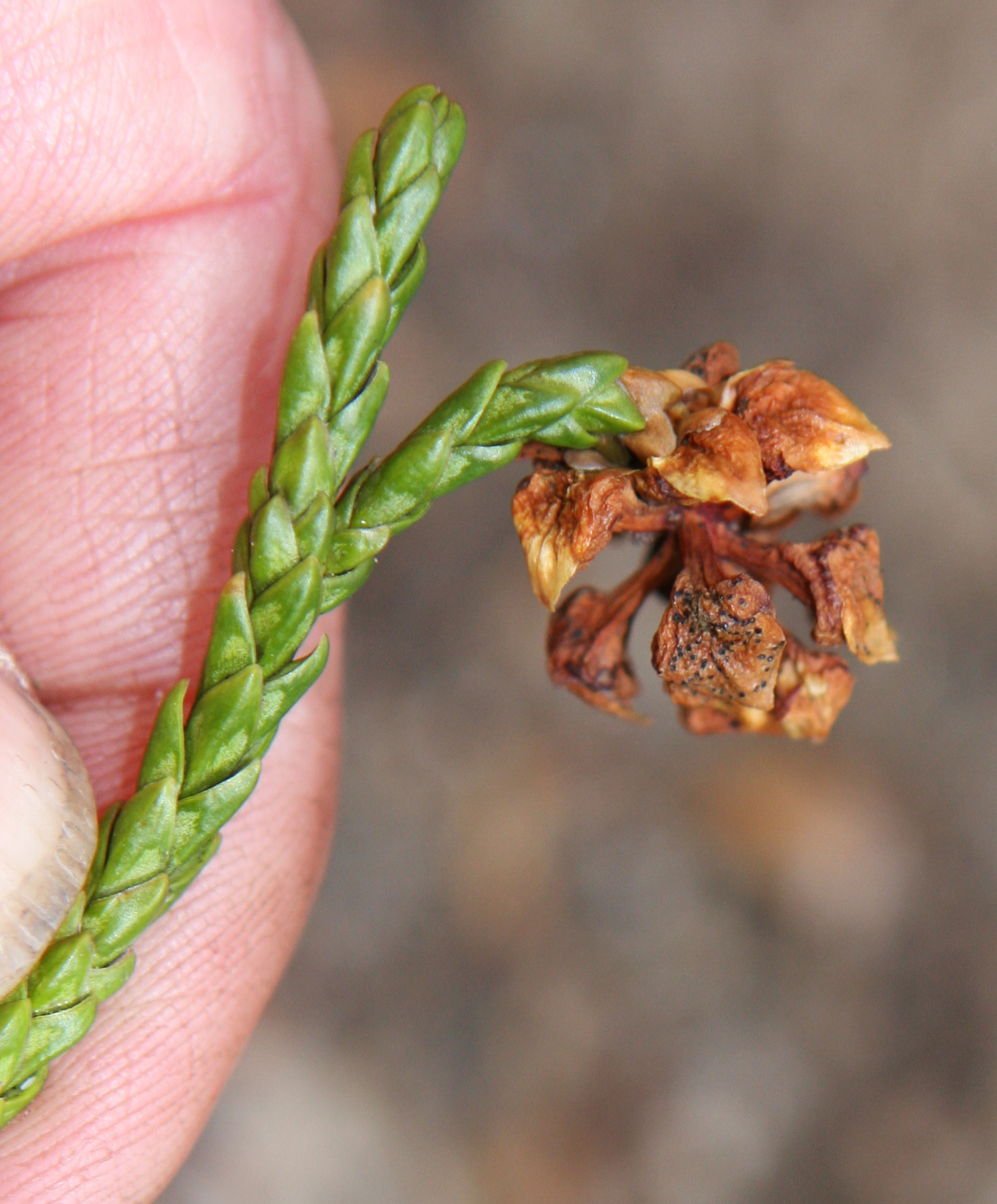
Thân cây Athrotaxis được bao phủ bởi những chiếc lá nhọn nhỏ, phẳng gọi là "lá vảy"

Trong hình thái học thực vật, lá vảy (tiếng Anhː cataphyll, cataphyllum hoặc cataphyll leaf) là một loại lá nhỏ, tiêu giảm. Nhiều loại cây có cả "lá thật" (euphylls), thực hiện hầu hết quá trình quang hợp và lá vảy được biến đổi để thực hiện các chức năng khác.
Lá vảy bao gồm lá bắc, lá bắc con và vảy chồi, cũng như bất kỳ lá nhỏ nào giống vảy. Chức năng của lá vảy có thể tồn tại trong thời gian ngắn và chúng thường bị rụng sau khi hoàn thành vai trò.

## Từ nguyên
Từ cataphyll xuất phát từ tiếng tiếng Hy Lạp cổ: κατά ("kata"), có nghĩa là "xuống", và tiếng Hy Lạp cổ: φύλλον ("phyllon"), có nghĩa là "lá".

## Mô tả
Trong một số trường hợp, lá vảy chỉ thực hiện chức năng tạm thời sau đó chúng chết và thường rụng. Những cây rụng lá sớm như vậy được gọi là caducous (trong tiếng Anh). Các lá đài của loài Papaver rụng ngay khi cánh hoa nở và là ví dụ điển hình về lá vảy sớm rụng.
Lá vảy có thể có nhiều hình dạng khác nhau, chẳng hạn như gai, giả thân hành và vảy chồi có thể tồn tại nhưng có thể không thực hiện chức năng chính của chúng cho đến khi chết, bất kể chúng có bị rụng hay không. Ví dụ về các loại lá vảy có dạng sống khác nhau bao gồm thân hành, thân rễ, lá mầm và lá bắc. Một số trong số này xuất hiện dưới nhiều hình thức và bối cảnh khác nhau. Ví dụ, vảy chồi xuất hiện trên cả chồi lá và chồi hoa như ở loài Mai vàng (Ochna integerrima).
Các khối lá chết bảo vệ bao quanh thân của một số loài cau dừa hoặc lô hội nhưng chúng thường không được coi là lá vảy vì chức năng chính của chúng khi còn sống là quang hợp.
- Cây Lê gai phương Đông Opuntia compressa
- Cận cảnh gai của cây Lê gai phương Đông, mỗi quầng lá chứa một bó gai nhỏ vàng ở giữa một vòng lông móc (glochidia) lớn xung quanh. Các gai nhỏ này là ví dụ của lá vảy biến đổi
- Vảy chồi của cây Liquidambar styraciflua, các lá vảy bao phủ chồi lá có một ít diệp lục nhưng chúng rụng khi chồi mọc ra chứ không phát triển thành lá quang hợp
- Gốc lá khô của cây dừa Cocos nucifera bao quanh thân như một lớp bảo vệ nhưng không được coi là lá vảy

### Lá vảy là lá mầm
Lá mầm được chấp nhận rộng rãi là một loại lá vảy, mặc dù nhiều loại lá mầm hoạt động như mô sống và vẫn sống cho đến khi ít nhất là kết thúc chức năng của chúng, khi đó chúng sẽ héo và thường rụng. Chúng bắt đầu từ mô dự trữ của hạt. Nhiều loại cây tích lũy chất dinh dưỡng để dự trữ cho hạt, sau đó bắt đầu giải phóng các chất này khi cây nảy mầm. Một số loại như lá mầm của nhiều cây họ đậu, cây lá kim và bầu bí có nhiều diệp lục và thực hiện quang hợp đầu tiên cho cây non.

### Lá vảy ở giả thân hành
Giả thân hành là phần thân biến dạng được bao phủ bởi các lá vảy khô. Một số loài thực vật có giả thân hành như chi Lapeirousia, chi Crocosmia tạo ra các lá vảy chỉ đóng vai trò vỏ bảo vệ cho thân củ. Tuy nhiên, không giống như vảy củ, lớp vỏ củ không có chức năng dự trữ đáng kể; nhiệm vụ đó được giao cho nhu mô vỏ củ.
- Giả thân hành ở chi Crocosmia với lớp vỏ củ bị lột một phần để cho thấy cấu tạo của các phần gốc của lá mọc ra từ các đốt trên giả thân hành. Những chiếc lá như vậy, đặc biệt là những chiếc lá đầu tiên màu nâu không bao giờ thực hiện quang hợp, chính là lá vảy
- Giả thân hành ở chi Crocosmia tách ra để lộ lớp vỏ củ và lá, có một giả thân hành mới mọc ra từ một chồi trên vỏ của giả thân hành cũ